# ジェホロプテルス
ジェホロプテルス (Jeholopterus) はジュラ紀後期に生息していた翼竜。学名は「熱河(中：热河、発見地に因む)の翼(希：πτερόν、pteron)」という意味である。

## 特徴
短い首や短い手首の骨、後肢の第5指がとても長いなどランフォリンクス類の特徴を持つ。
翼開長90cm。
頭骨は前後の長さよりも左右の長さのほうが長い。また、前肢(翼)の鉤爪がとても長く、後肢の爪の1.5倍もある。
体毛は羽毛恐竜のシノサウロプテリクスの羽毛に似た羽軸のない繊維状の構造をしている。
後肢の指と指の間に膜があり、魚の鰭のようになっていた。
また、両顎に小さな歯があり、昆虫を食べていたと考えられる。

## 化石
ジェホロプテルスは内モンゴル自治区寧城の道虎溝層から見つかっている。道虎溝層は明らかに熱河層群よりも時代が古く、前熱河生物相と言われている。
保存状態の良い、翼の繊維や首から胴体、尾にかけて体毛が残っている化石が発見されている。

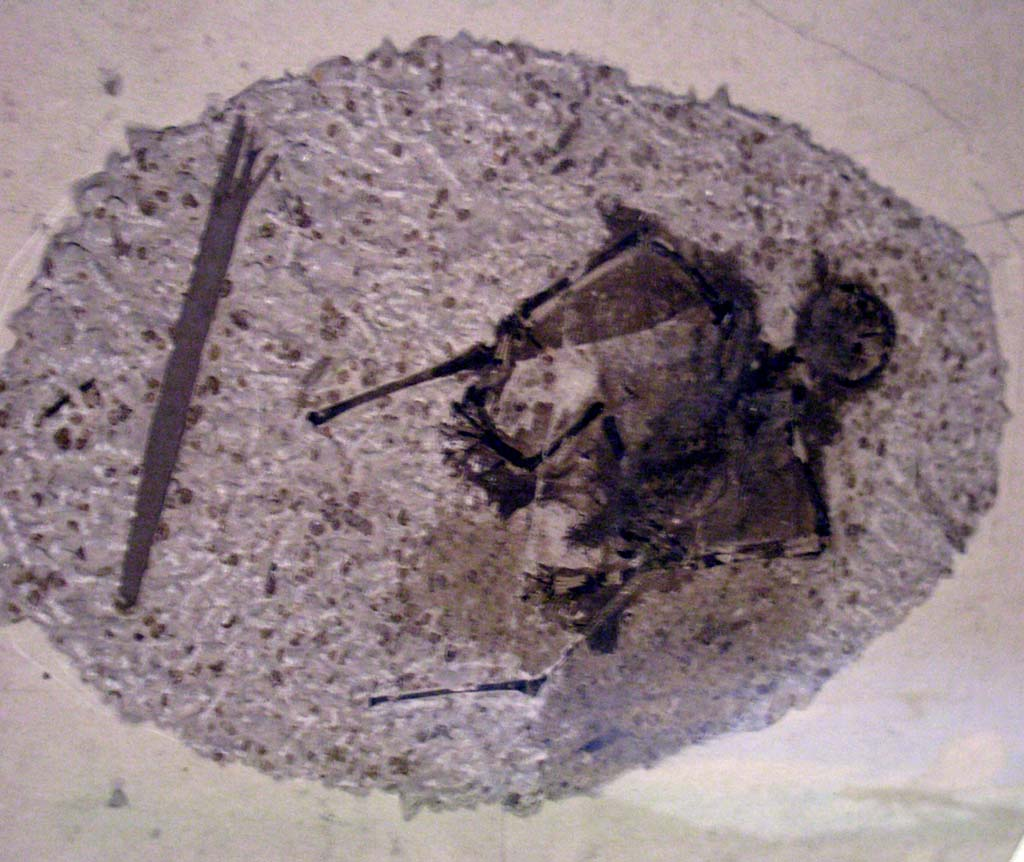
卵化石。香港科学館にて。